# Grube Wohlverwahrt-Nammen
Die Grube Wohlverwahrt-Nammen ist ein aktives Bergwerk im Ortsteil Nammen der ostwestfälischen Stadt Porta Westfalica in Nordrhein-Westfalen. Gefördert wird hier das Eisenerz des Unteren Korallenooliths.

## Geschichte
Die Grube Wohlverwahrt-Nammen entstand 1952 durch die Zusammenlegung der Gruben Nammen und Wohlverwahrt, deren Förderungen nach Osten bzw. Westen zwangsläufig zum Zusammenwachsen führen mussten. Heutiger Betreiber ist das Unternehmen Barbara Erzbergbau.

## Bereich
Der Feldesbereich besteht aus 16 verschiedenen Berechtsamen mit rd. 75,5 Mio. m² Fläche südlich von Minden und Bückeburg im West-Ost-Streichen von der Stadt Porta Westfalica bis über die Arensburg bei Steinbergen hinaus.

## Vertrieb
Die norddeutschen Hüttenbetriebe verloren seit Anfang der 1990er Jahr das Interesse an dem geförderten Eisenerz, aber die roten Erze fanden als Betonzuschlagstoff ein ganz neues Marktsegment.
Die Grube wird auch als Versatzbergwerk betrieben. Es werden inerte mineralische Stoffe wie Flugaschen etc. als Versatzstoffe zur Stabilisierung des weitläufigen Grubenfeldes eingebaut.